# Captain John Price
Kapitein John Price is een personage en een van de hoofdrolspelers in de Call of Duty-serie van computerspellen, specifiek de Modern Warfare-reeks. De stem van Price werd ingesproken door Billy Murray in de originele Modern Warfare-reeks en door Barry Sloane in Call of Duty: Modern Warfare.

## Geschiedenis
Price verscheen voor het eerst in het spel Call of Duty 4: Modern Warfare uit 2007. Hier wordt hij voorgesteld als kapitein Price, leider van het peloton. In Modern Warfare 2 is hij een gevangene van de Russen, en in Modern Warfare 3 eindigt Price het verhaal met de hoofdschurk. Zijn terugkeer werd aangekondigd voor het spel Modern Warfare uit 2019.
Kapitein John Price maakt voorafgaand aan de Modern Warfare-subreeks twee opeenvolgende verschijningen als kapitein in het oorspronkelijke Call of Duty, en het vervolg Call of Duty 2.

## Biografie
John Price is geboren in Engeland, maar de exacte datum en plaats zijn niet bekend. Hij werkt voor de SAS, de Britse Special Forces. De eerste keer dat een karakter met de achternaam Price verschijnt is Call of Duty (2003). Daarna is hij een terugkerend icoon in Call of Duty 2 en 3. Deze Price overlijdt tijdens een speciale missie op de Tirpitz in Håkøya, Noorwergen.
In 1996 keert Price terug voor een speciale opgave in Pripyat, Oekraïne. Hierbij is het doel om Imran Zakhaev te doden tijdens een deal in de verlaten stad. Daarvoor moeten (toendertijd nog) luitenant Price en kapitein MacMillan door alle bewaking zien te sluipen en de stad in zien te komen. Deze beroemde missie heet "All Ghillied Up". In de missie ''One Shot, One Kill'' Wordt de deal verstoord door een moordpoging op Zakhaev. Price en MacMillan moeten uit Pripiyat zien te ontsnappen terwijl ze door de bewaking van Zakhaev worden achtervolgt. Uiteindelijk worden ze opgehaald onder hevig vuur door een Amerikaanse Chinook bij het reuzenrad.
Tussen 2011 en 2016 zit Price gevangen in een Gulag in siberië. Hieruit wordt hij bevrijdt omdat hij gezocht wordt door Vladimir Makarov. Makarov vermoedt dat Price diegene is die Zakhaev heeft gedood, en wilt hem dus ook dood hebben. Na zijn bevrijding sluit Price zich aan bij zijn oude eenheid bij de SAS, Task Force 141. In Siberië reist hij af naar een militaire basis van de Russen, waar hij in een onderzeeër een kernwapen richting de Oostkust van de Verenigde Staten stuurt. Uiteindelijk laat hij de kernbom exploderen boven de oostkust, zodat de bom als EMP kan worden gebruikt. Dit om de Amerikaanse strijdkrachten te helpen in het gevecht tegen de Russen, die ondertussen een aanval op grote schaal op Amerikaans grondgebied aan het voeren waren. Door deze actie, vallen helikopters en commerciële vluchten uit de lucht, en vallen er veel burgerdoden.
Na deze actie, wordt hij gezien als oorlogscrimineel door generaal Shepherd, die zijn eenheid bij de SAS laat markeren als oorlogscriminelen. Shepherd laat Task Force 141 toe om twee missies tegelijk uit te voeren: Een in Azerbeidzjan, en een ander in Afghanistan. Na de missie in Azerbeidzjan, schiet Shepherd dat deel van de eenheid allebei dood, in een actie om zijn betrokkenheid met hun te verbergen. Price en Soap (Tot de bevrijding van Price bekend als Kapitein MacTavish) overleven deze moordpoging, en gaan na een tip van Makarov als laatste actie naar het basiskamp van de Amerikaanse strijdkrachten in de regio, waar Shepherd ook is aangekomen. Hier volgt een achtervolging per boot, en lijkt zijn ontsnappingspoging te werken, totdat Price de helikopter waarin hij ontsnapt uit de lucht schiet bij een waterval. De helikopter stort uit de lucht, en Price en Soap stranden naast de rivier, in de buurt van de neergestorte helikopter. Soap achtervolgt Shepherd, wat uiteindelijk bijna tevergeefs was, nadat hij het gevecht met Shepherd verloor. Hierbij werd Soap neergestoken door Shepherd.
Zijn oude kapitein redt hem op het laatste moment, milliseconden voordat Shepherd zijn revolver af liet gaan in het gezicht van Soap. Na een gevecht tussen Price en Shepherd van onbekende duur, haalt Soap het mes uit zijn borst, en werpt hem in het linkeroog van Shepherd, wat hem doodt. Soap wordt door Price en Nikolai (de russische informant die in de eerste Modern Warfare werd gered door de mannen) naar een veilige plaats in India gebracht.
Price heeft verschillende bijnamen in de spelserie, waaronder Prisoner 627, 9051210, $, Black Viking en Bravo 6.

## Ontvangst
Kapitein Price is positief ontvangen in computerspeltijdschriften. Hij kwam op de achtste plek in de lijst van "30 invloedrijke computerspelpersonages" van het Amerikaanse Game Informer. Hij werd ook als een van de 64 personages gekozen als "Beste Sidekick ooit" door GameSpot. Price kwam in 2013 op de 48e plek van "meest memorabele" protagonisten in een computerspelserie door GamesRadar.